# Sh2-270
Sh2-270 è una piccola nebulosa a emissione visibile nella costellazione di Orione.
Si osserva nella parte orientale della costellazione, a pochi gradi dal confine con l'Unicorno; è individuabile circa 2° a sudovest di ξ Orionis, che essendo di quarta magnitudine è ben visibile anche ad occhio nudo. La sua declinazione non è particolarmente settentrionale e ciò fa sì che sia osservabile agevolmente da entrambi gli emisferi celesti, sebbene gli osservatori dell'emisfero boreale siano leggermente più avvantaggiati; il periodo in cui raggiunge la più alta elevazione sull'orizzonte è compreso fra i mesi di novembre e marzo.
Si tratta di una regione H II di piccole dimensioni; la sua distanza è stata oggetto di studio e controversie: le stime fatte nel corso degli anni duemila indicano un valore di 6800 parsec (22200 anni luce), collocandola nelle regioni più estreme della Via Lattea, sul Braccio del Cigno. Altre stime precedenti la collocano a una distanza decisamente inferiore, attorno ai 2100 parsec. La principale responsabile della ionizzazione dei gas della nube è una stella di classe spettrale B0.5V, una stella azzurra sulla sequenza principale; la massa totale della nube sarebbe di circa 1000 masse solari. La nebulosa ospita dei fenomeni di formazione stellare, come è testimoniato dalla presenza di un ammasso composto da sorgenti infrarosse catalogato come IRAS 06073+1249; a questo si aggiunge la sorgente IRAS 06080+1233 e un maser ad acqua, più un'altra dozzina di oggetti stellari giovani.